# Şirin Tekeli
Şirin Tekeli, née le 28 février 1944 à Ankara et morte le 13 juin 2017 à Bodrum, est une universitaire, écrivaine et militante féministe turque, connue pour être une pionnière de la deuxième vague féministe en Turquie.
Elle milite notamment en faveur de la présence de femmes aux postes de décision politique. En plus de ses publications, elle contribue également à la littérature féministe turque en traduisant des œuvres du français et de l'anglais.

## Biographie
Elle naît à Ankara en 1944. Elle est la fille unique de deux professeurs de philosophie. Sa mère, Hayrünisa Köni, est une féministe qui a étudié la philosophie à l'université d'Istanbul et a travaillé comme professeure de philosophie en lycée pendant plus de 30 ans. Son père, Yunus Kazım Köni, est un bureaucrate reconnu et directeur en primaire. 
Elle étudie à l'école pour filles d'Ankara, où elle se passionne pour la littérature et la philosophie. Après avoir obtenu son diplôme d'études secondaires en 1961, elle part à Paris, où elle apprend d'abord le français avant de commencer des études de droit en 1962. Elle quitte Paris en raison du climat politique mouvementé, puis débute des études en sciences sociales et politiques à l'Université de Lausanne en Suisse.

### Carrière
Elle termine ses études en 1967 avant de retourner à Istanbul, où elle intègre la chaire de Sciences politiques de la Faculté d'économie de l'Université d'Istanbul. Durant cette période, elle épouse Ahmet Tekeli, rencontré pendant ses études. Elle obtient en 1973 une thèse de doctorat portant sur la théorie des systèmes de David Easton, puis, en 1978, une habilitation de professeur agrégé fondée sur une recherche sur la participation des femmes à la politique. À la suite de cela, de retour en France, elle commence à travailler sur les élections. En 1979-1980, elle obtient une bourse du gouvernement français au Centre National de la Recherche Scientifique (CNRS) et se forme à la cartographie. Elle constitue alors une base de données électorales turques de sorte à examiner la question de la sociologie électorale dans les zones urbaines, avec Jean Ranger et son équipe. 

### Après le coup d'état du 12 septembre
Après avoir quitté l’université, elle commence à travailler comme écrivaine, correctrice et traductrice. Elle a mené une recherche sur les politiques d'égalité envers les femmes. En 1981, à l'invitation de YAZKO (la Coopérative des écrivains), elle participe à un groupe de traduction de publications féministes. 

### Activisme
Elle a participé aux activités qui ont débuté avec la Marche contre la violence domestique et le Festival Kariyé en 1987, se sont poursuivies avec la Campagne de l'aiguille mauve en 1989 et se sont transformées en un véritable mouvement social avec la participation de jeunes femmes, de femmes rurales et de femmes kurdes.
En 1989, elle participe à la création de la Fondation du Centre d'information et de bibliothèque des œuvres des femmes . L'équipe fondatrice, composée de Şirin Tekeli, Aslı Davaz Mardin, Füsun Akatlı, Jale Baysal et Füsun Ertuğ Yaraş, a ouvert la bibliothèque et centre d'information des œuvres des femmes le 14 avril 1990, dans le bâtiment historique de Fener appartenant à la municipalité d'Istanbul. 
En 1990, elle prépare le livre 1980'ler Türkiye'sinde kadın bakış açısından kadınlar (littéralement "Le point de vue des femmes dans la Turquie des années 1980"), une compilation rassemblant les travaux de jeunes chercheuses féministes. 
Tekeli a participé en tant que fondatrice à la formation de KA-DER ( Association pour le soutien des femmes candidates ), de la Coopérative culturelle principale et de Winpeace - Initiative de paix des femmes turques et grecques en 1997. Elle a contribué à la création de la Fondation de soutien aux femmes avocates Şirin-Ahmet Tekeli (KAHUDEV) grâce à l'héritage que lui a laissé son mari Ahmet Tekeli, décédé en 2012. Cette Fondation offre des bourses pour soutenir le développement scientifique et professionnel des étudiantes en droit ou des femmes travaillant dans le domaine du droit. 
Après avoir quitté l'université, elle est devenue traductrice pour gagner sa vie. Jusqu’en 2011, elle a traduit 25 livres du français et de l’anglais vers le turc, la plupart sur les femmes et la démocratie.
En 1996, elle reçoit la Palme Académique de l'Ordre des Palmes académiques du ministère français de la Culture. En 2008, elle a soutenu la campagne Je m'excuse auprès des Arméniens lancée par Baskin Oran.
Şirin Tekeli est décédée le 13 juin 2017 à Bodrum, où elle a été soignée pour une tumeur au cerveau. Avant de mourir, Şirin Tekeli a fait don de son corps à la Faculté de médecine de Cerrahpaşa pour l'utiliser dans la recherche scientifique. Pour cette raison, aucune cérémonie funéraire n’a eu lieu. 

## Travaux
- 1986 : Membre fondatrice de l'Association des Droits de l'Homme.
- 1989 : Membre fondatrice de la Fondation du Centre d'information et de bibliothèque des œuvres des femmes d'Istanbul.
- 1990 : Membre fondatrice du refuge pour femmes Mor Cati d'Istanbul.
- 1993 : Membre fondatrice de l'Association turque des citoyens d'Helsinki.
- Écrivain dans le revue Toplum ve Bilim
- 1997 : KA-DER, Association d'Accompagnement et de Formation des Candidates Féminines.
- 2012 : Écrivaine pour le journal féminin indépendant Kazete[14].

## Livres
Turc
- Une étude de la contribution de David Easton à la théorie des systèmes . Istanbul 1976
- Les femmes et la vie politique et sociale . Istanbul 1982
- Pour femme . Istanbul 1988
- Les femmes en Turquie dans les années 80 du point de vue des femmes . Istanbul : Contacts 1990, 1995, 2010.
- Avec Meryem Koray : État-Femmes-Politique . Istanbul : TUSES 1991
- Penser le féminisme, Publications de l'Université Bilgi d'Istanbul, Istanbul, 2017.

Allemand
- Frauen in der türkischen Politik, dans : Die Frau in der türkischen Gesellschaft. Abadan-Unat, N. (Hg.), Francfort 1985
- Frauen in der Türkei der 80er Jahre, dans : Aylâ Neusel, Şirin Tekeli, Meral Akkent (Hg.) : Aufstand im Haus der Frauen. Frauenforschung aus der Türkei. Berlin, 1991.
- Die Neue Frauenbewegung in der Türkei der 80er Jahre, In : Ayşe Esin, Anıl Kaputanoğlu, Ozan Kesim, Mine Kırbıyık (Hg.) : Türkische Frauenbewegung. Karlsruhe, 1992[15].

Anglais
- Les femmes dans la société turque moderne . Livres Zed, 1994.

## Traductions
- Maurice Duverger : Sociologie politique. Istanbul : Varlik 1982.
- Andrée Michel : Féminisme. Istanbul : Cercle des femmes 1986.
- Alain Rouquié : L'État militaire en Amérique latine. Istanbul : Terrain 1986
- 19. Sélections du féminisme du 20e siècle. Istanbul : Afa, 1987
- Edgar Morin : Penser l'Europe. Istanbul : Afa, 1989
- Elisabeth Badinter : L'un est l'autre. Afa, 1992
- Diane Scully : (avec L. Aytek), Viol. Métis, 1994
- Immanuel Wallerstein : Ouvrez les sciences sociales. Publications métisses, Istanbul, 1996
- Halide Messaudi : Être une femme en Algérie. Métis, 1996
- Nora Sheni : Marie et Marie : Une Saison à Constantinople (Marie Et Marie: Une Saison à Constantinople). Contacter, 1999
- Ouvrez les sciences sociales, Wellerstein et al., Metis, 2014, 10. oppression
- Stefanos Yerasimos : Nationalités et frontières. Istanbul : Communication 2000 (2014, 6e édition)
- Barrington Moore : Origines sociales de la dictature et de la démocratie : seigneur et paysan dans la création du monde moderne. Publications de la librairie Imge ; Istanbul 2003
- Juliet Mitchell : Les femmes : la plus longue révolution. Bibliothèque féministe. Bibliothèque Agora, 2006
- Germaine Tillion : (avec N. Sirman), Harem ve Cousinler (Le harem et les cousins). Métis, 2006
- Nora Seni : Si je t'oublie, Istanbul. Maison d'édition de livres ; Livres d'Istanbul ; Istanbul, 2008
- Semih Vaner (éd.) : La Turquie au début du XXIe siècle. Maison d'édition de livres 2009
- Stefanos Yerasimos : Légendes de Constantinople et de Sainte-Sophie (La fondation de Constantinople et de Sainte Sophie dans les traditions turques). Communications, 2010, 2014 6. oppression
- Dejanirah Couto : Guerre et Paix – L'Europe et les Ottomans. Maison d'édition Kitap, 2010
- Ali Kazancıgil : Stéréotypes sur la Turquie. Maison d'édition Kitap, 2010
- Dans l'Empire de Soliman le Magnifique, Nicolas de Nicolay, (traduit par Şirin Tekeli et Menekşe Tokyay), Maison d'édition Kitap, 2014
- Edgar Morin, Mauro Ceruti, Notre Europe, Communication, 2014. un. oppression

## Hommages
Le Centre d'études sur le genre et les femmes de l'Université Sabanci (SU Gender) décerne chaque année, depuis novembre 2017, le prix de recherche Şirin Tekeli, au nom de Tekeli, l'une des pionnières des études sur les femmes et le genre en Turquie. Il offre des bourses de projets à des doctorants et à des chercheurs ayant obtenu leur doctorat afin qu'ils puissent travailler dans le domaine des études sur le genre et les femmes. Les lauréats sont présentés lors d'une réunion organisée chaque année. 
Une étude intitulée « Şirin Tekeli Local Governments Academy », organisée conjointement par l'Association pour le soutien aux femmes candidates (Ka.Der) et l'Université Gedik d'Istanbul, est réalisée chaque année depuis 2018. Elle est organisée pour contribuer à augmenter le nombre de femmes ayant une perspective d’égalité des sexes dans la participation aux gouvernements locaux. 